# Carla Dorca i Linares
Carla Dorca Linares (Santa Coloma de Farners, Selva, 22 de desembre de 1992) és una jugadora d'hoquei sobre patins, ja retirada.
Formada al Girona Club Hoquei, la temporada 2007-08 va fitxar pel Club Patí Voltregà amb el qual va aconseguir tots els títols possibles: Copa d'Europa, Lliga catalana, Campionat d'Espanya i Copa de la Reina. La temporada 2010-11 va tornar al Girona CH, amb el qual va aconseguir dos subcampionats d'Europa (2012 i 2013). Internacional amb la selecció espanyola en categories inferiors va guanyar un Campionat d'Europa sub-10 (2009) i dos sub-20 (2008 i 2010). Va competir amb l'absoluta entre 2008 i 2010, guanyant un Campionat del Món (2008) i un d'Europa (2009). Va retirar-se esportivament al final de la temporada 2017-18.

## Palmarès
Clubs
- 1 Copa d'Europa d'hoquei sobre patins femenina: 2007-08
- 2 Lligues catalanes d'hoquei sobre patins femenina: 2007-08 i 2008-09
- 1 Campionat d'Espanya d'hoquei sobre patins femení: 2007-08
- 1 Copa espanyola d'hoquei sobre patins femenina: 2007-08

Selecció espanyola
- 1 medalla d'or al Campionat del Món d'hoquei patins femení: 2008
- 1 medalla de bronze al Campionat del Món d'hoquei patins femení: 2010
- 1 medalla d'or al Campionat d'Europa d'hoquei patins femení: 2009